# ヘザー・ナウアート

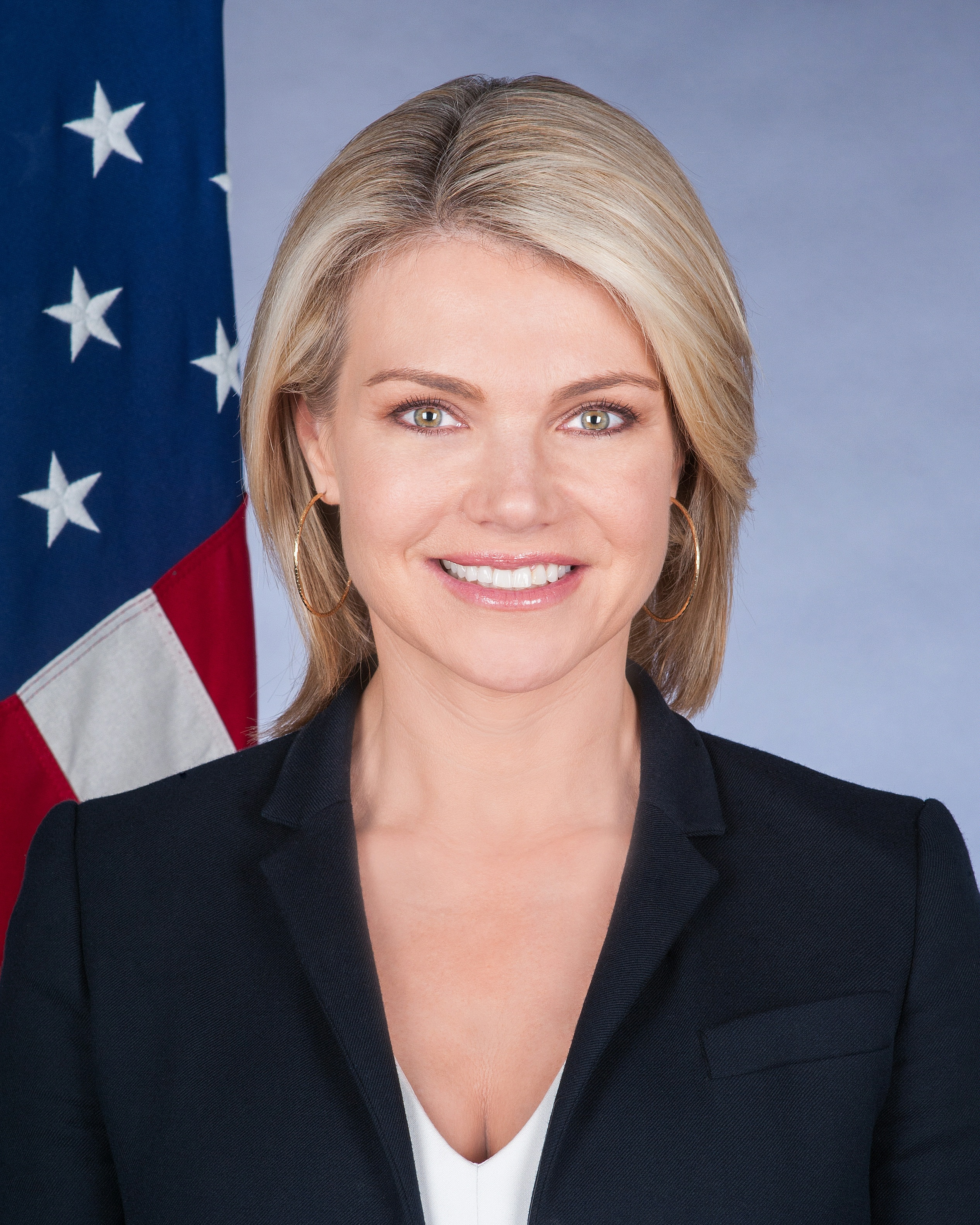
ヘザー・ナウアート

ヘザー・ナウアート（Heather Ann Nauert、1970年1月27日 - ）は、アメリカのジャーナリスト。元国務次官（公共外交・広報担当）、国務省報道官。「ヘザー・ノーアート」表記も見られる。

## 来歴
マウント・ヴァーノン・カレッジを経て、コロンビア大学ジャーナリズム大学院でジャーナリズムの修士号を取得した。FOXニュースやABCニュースで記者や司会者として働いた。ドナルド・トランプ大統領お気に入りのテレビ番組の一つ『フォックス・アンド・フレンズ』の司会者だった。
2018年3月13日より国務次官（公共外交・広報担当）、また、2017年4月24日より国務省の報道官を務めている。2018年12月7日、トランプ大統領よりニッキー・ヘイリー国連大使の後任に指名された。しかし外交経験のなさを懸念する声もあり、2019年2月16日に指名を辞退すると表明した。